# 克列帕利
51°11′28″N 33°57′12″E / 51.19111°N 33.95333°E
克萊帕利（烏克蘭語：Клепали）是位於烏克蘭東北部的村莊，由蘇梅州科諾托普區的布林市鎮負責管轄。該村處於謝伊姆河左岸，距離皮斯基5公里，海拔高度158米，2001年人口711。